# Apium graveolens
El apio (Apium graveolens) es una especie perteneciente a la familia de las apiáceas, de distribución cosmopolita. El apio tiene un tallo largo y fibroso que se estrecha en hojas. Dependiendo de la ubicación y el cultivar, sus tallos, hojas o hipocótilo se comen y utilizan para cocinar. El polvo de semillas de apio se utiliza como especia.

## Descripción
Posee tallos estriados que forman una gruesa penca con hojas acuñadas. Toda la planta tiene un fuerte sabor acre, es decir, amargo. Aunque el blanqueo de los tallos en el cultivo hace que pierdan estas cualidades, adquiriendo un sabor más dulce y el característico aroma que al probarlo tiene un sabor diferente lo que lo convierte en un buen ingrediente de ensaladas y sopas.

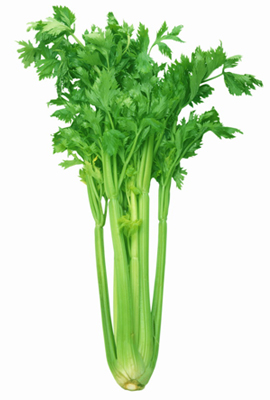
Apium graveolens

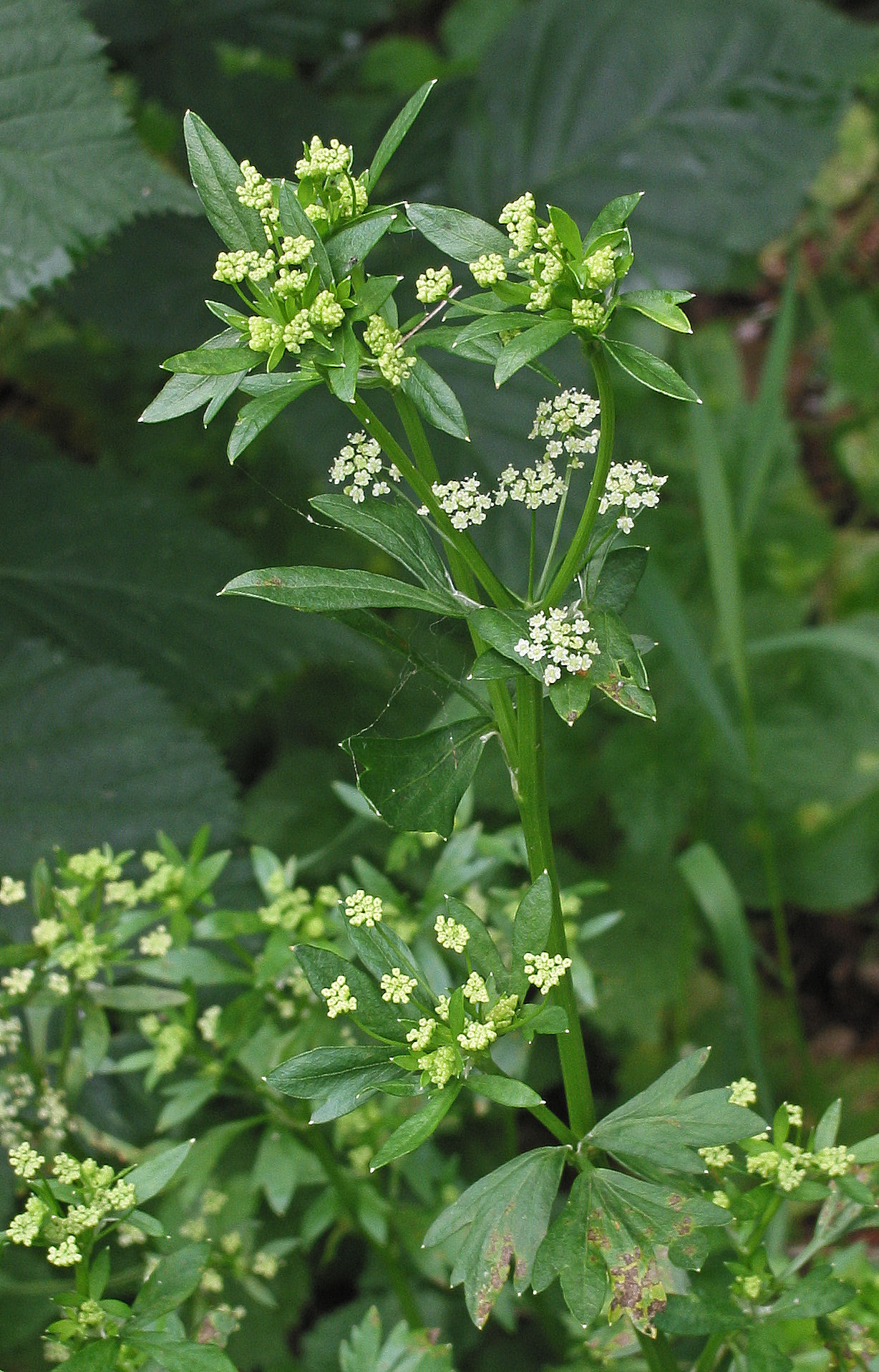
Planta en flor

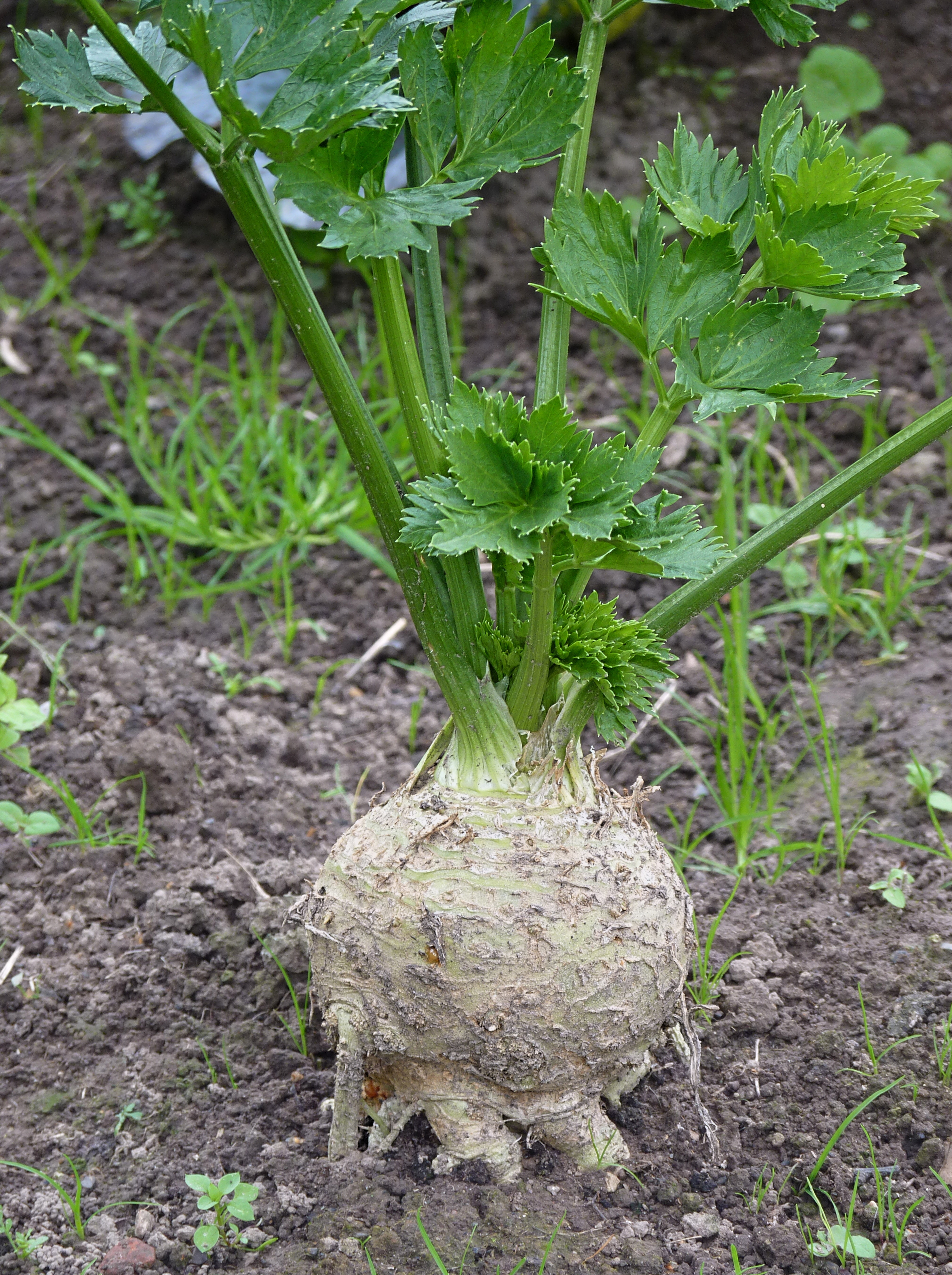
Detalle de la raíz napiforme

## Historia

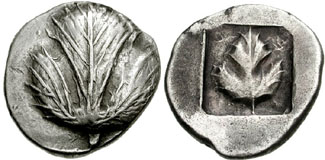
Selinunte Moneda de didracma con una hoja de selinunte (apio), c. 515-470 a. C.

Daniel Zohary y Maria Hopf señalan que las hojas y inflorescencias de apio formaban parte de las guirnaldas encontradas en la tumba del faraón Tutankamón (muerto en 1323 a. C.), y que se recuperaron mericarpos de apio datados en el siglo VII a. C. en el Heraion de Samos. Sin embargo, señalan que A. graveolens crece de forma silvestre en estas zonas, es difícil decidir si estos restos representan formas silvestres o cultivadas». Sólo para la antigüedad clásica se piensa que el apio era cultivado.
M. Fragiska menciona un hallazgo arqueológico de apio que data del siglo IX a. C., en Kastanas; sin embargo, las pruebas literarias de la antigua Grecia son mucho más abundantes. En la Ilíada] de Homero, los caballos de los mirmidones pastan apio silvestre que crece en los pantanos de Troya, y en la Odisea, se mencionan los prados de violeta y apio silvestre que rodean la Cueva de Calipso. >
En el Capitulario de Carlomagno, compilado hacia 800, apium' aparece, al igual que olisatum, o alexanders, entre las hierbas medicinales y hortalizas que el emperador franco deseaba ver cultivadas. En algún momento posterior en Europa medieval, el apio desplazó a las alejandras.
El nombre «apio» sigue la ruta de adopción sucesiva de la planta en la cocina europea, ya que el inglés «celery» (1664) deriva del francés céleri procedente de la término lombardo, seleri, del latín selinon, tomado del griego.
La tardía llegada del apio a la cocina inglesa es un producto final de la larga tradición de selección de semillas necesaria para reducir el amargor de la savia y aumentar sus azúcares. En 1699, John Evelyn ya lo recomendaba en su Acetaria. A Discourse of Sallets: «Sellery, apium Italicum, (y de la Familia Petroseline) era antiguamente un extraño entre nosotros (ni hace mucho tiempo en Italia) es una especie caliente y más generosa de Macedonian Persley o Smallage.... y por su alto y agradecido sabor se coloca siempre en el centro de la Gran Ensalada, en las mesas de nuestros Grandes Hombres, y en los banquetes de los Pretores, como la Gracia de toda la Junta".
El apio hace una aparición menor en los jardines coloniales americanos; sus limitaciones culinarias se reflejan en la observación del autor de A Treatise on Gardening, by a Citizen of Virginia de que es «una de las especies de perejil». Su primer tratamiento extendido impreso fue en el American Gardener's Calendar (1806) de Bernard M'Mahon. 
Después de mediados del siglo XIX, las continuas selecciones por su refinada textura crujiente y su sabor llevaron el apio a las mesas estadounidenses, donde se servía en jarrones de apio para salarlo y comerlo crudo. El apio fue tan popular en Estados Unidos durante el siglo XIX y principios del XX que el historical menu archive] de la Biblioteca Pública de Nueva York muestra que era el tercer plato más popular en los menús de Nueva York durante esa época, sólo por detrás del café y el té. En aquella época, el apio costaba más que el caviar, ya que era difícil de cultivar. También había entonces muchas variedades de apio que ya no existen porque son difíciles de cultivar y no se transportan bien.
El uso medicinal del apio es antiguo, como lo demuestra su presencia en la Capitulare de villis vel curtis imperii, una orden emitida por Carlomagno que reclama a sus campos para que cultiven una serie de hierbas y condimentos incluyendo "apium" identificada actualmente como Apium graveolens.

## Cultivo
El apio nabo es también conocido como apionabo o apio rábano. Contrariamente al apio común (Apium graveolens var. dulce), del que se aprovecha la penca y las hojas, el apio nabo se cultiva para aprovechar su raíz grande y bulbosa. La raíz del apio nabo es generalmente gruesa y esférica, alcanzando dimensiones de 10-20cm de diámetro, y en su parte inferior tiene pequeñas raíces secundarias (raíces que suelen ser retiradas para su comercialización). Sus hojas son más pequeñas que las del apio, e igualmente tiesas y pinnadas.
Se puede encontrar todo el año aunque los mejores se encuentran en otoño e invierno.
Hay dos épocas de siembra: invierno y primavera.
No debe confundirse con la arracacha.

## Usos

### Culinario

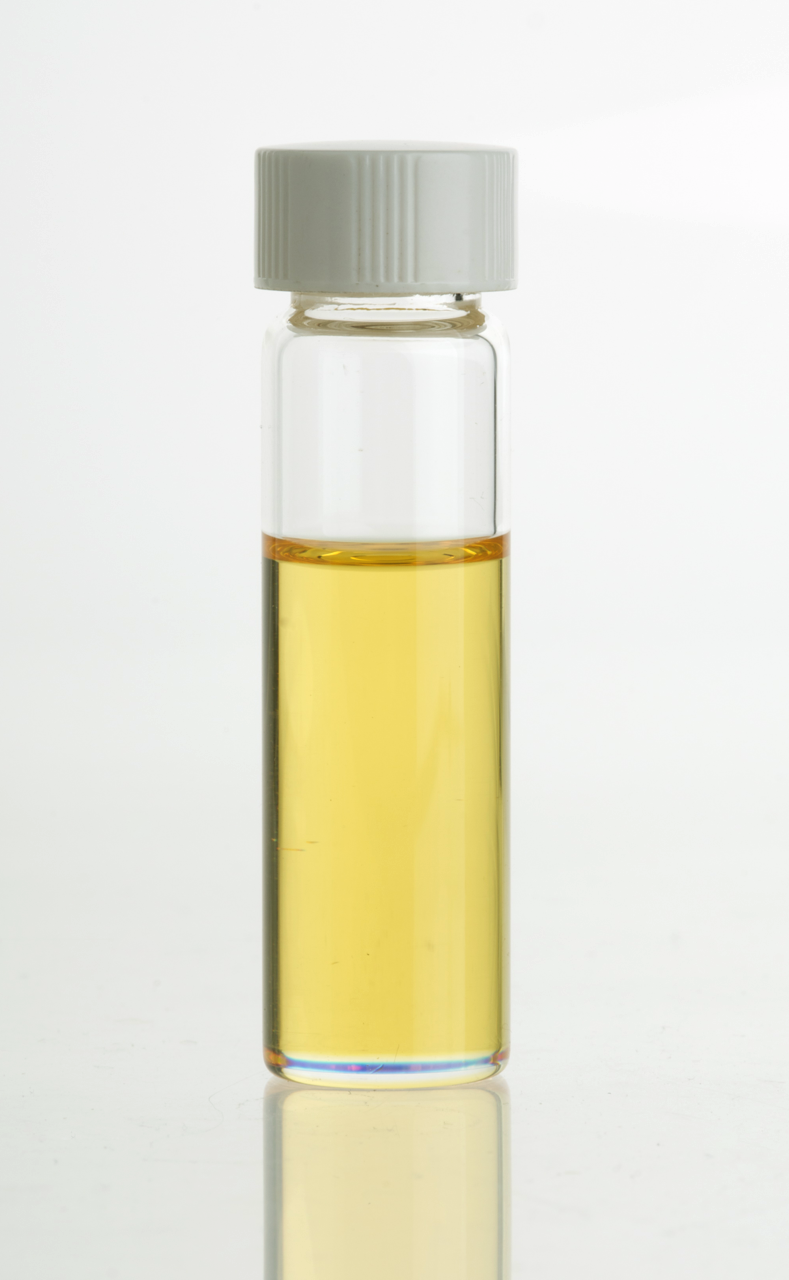
Aceite esencial de semillas de apio (Apium graveolens).

El apio se consume en todo el mundo como verdura. En Norteamérica y Europa se utiliza el peciolo (tallo de la hoja) crujiente. En Europa también se utiliza el hipocótilo como tubérculo. Las hojas tienen un sabor fuerte y se utilizan con menos frecuencia, ya sea como aromatizante en sopas y guisos o como hierba seca. El apio, la cebolla y el pimiento son la «holy trinity» de la Louisiana Creole y la cocina cajún. El apio, las cebollas y las zanahorias forman el mirepoix francés, utilizado a menudo como base de salsas y sopas. El apio es un ingrediente básico en muchas sopas. Se utiliza en el guiso iraní khoresh karafs.
Su cultivo y uso aumenta en el centro y el norte de Europa, donde el apio se adapta más difícilmente, gozando en algunos países centroeuropeos de gran categoría culinaria. La raíz del apio  se puede utilizar cruda o cocida. La superficie exterior suele pelarse antes de su uso por ser demasiado dura.
La carne del apio  es dura y compacta y de color hueso. El apio tiene un suave sabor a apio, y a menudo se utiliza como aromatizante en sopas y guisos, aunque cada vez se utiliza más por sí solo, por lo general en puré, o en guisos, gratinados y platos al horno. A diferencia de otros vegetales de raíz, que almacenan gran cantidad de almidón, la raíz de apio tiene solo 5.6% de almidón.

#### Hojas
Las hojas de apio se utilizan con frecuencia en la cocina para añadir un suave sabor picante a los alimentos, similar al de la pimienta negra pero más suave. Las hojas de apio son adecuadas secas y espolvoreadas sobre pescados o carnes al horno, fritas o asadas, o como parte de una mezcla de condimentos frescos adecuados para sopas y guisos. También pueden comerse crudas, mezcladas en una ensalada o como guarnición.

#### Semillas
En los países templados, el apio también se cultiva por sus semillas. Estas «semillas», en realidad frutos muy pequeños, producen un valioso aceite esencial que se utiliza en la industria de la perfumería. El aceite contiene el compuesto químico apiole. Las semillas de apio se pueden utilizar como condimento o especia, ya sea como semillas enteras o molidas.

#### Sal de apio
Las semillas de apio pueden molerse y mezclarse con sal para producir sal de apio. La sal de apio puede elaborarse a partir de un extracto de las raíces o utilizando hojas secas. La sal de apio se utiliza como condimento, en cócteles (normalmente para realzar el sabor de los cócteles Bloody Mary), en el perrito caliente estilo Chicago y en el condimento Old Bay. Del mismo modo, se utilizan combinaciones de apio en polvo y sal para dar sabor y conservar la carne de cerdo curaday otras carnes procesadas como alternativa a la sal de curado industrial. Los nitritos del apio actúan de forma sinérgica con la sal añadida para curar los alimentos.

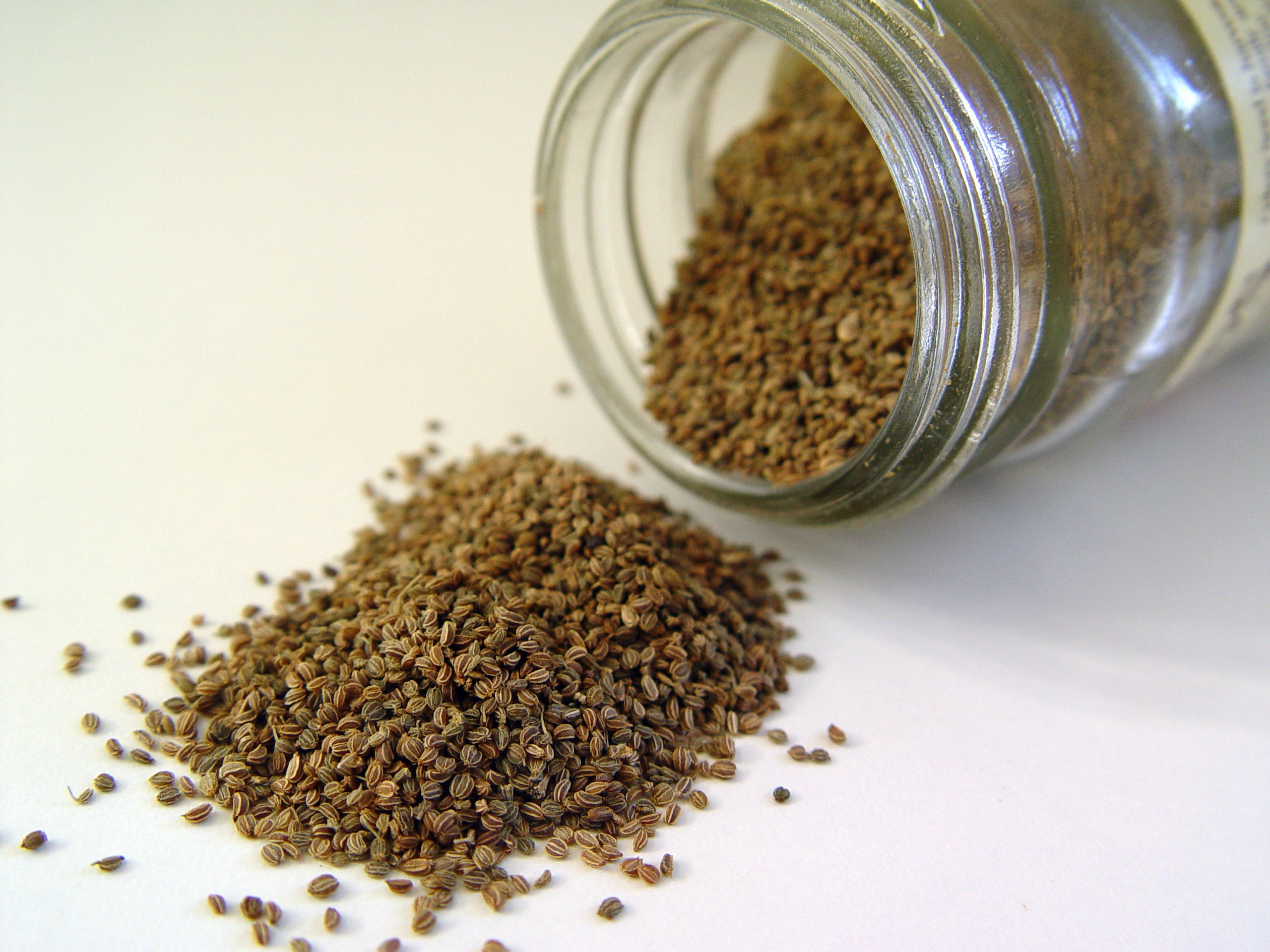
Semillas de apio.

#### Jugo de apio
En 2019, se informó de una tendencia a beber zumo de apio en Estados Unidos, basada en afirmaciones de «desintoxicación» publicadas en un blog. Las afirmaciones carecen de base científica, pero la tendencia provocó un aumento considerable de los precios del apio.

## Propiedades curativas
El apio se ha utilizado desde tiempos históricos tanto en la cocina como en la medicina naturista. Es una de las verduras que más propiedades medicinales posee. Se puede ingerir cruda, cocida o en jugo. Además de su crujiente textura y sabor, es una verdura "equilibrante". Si se combina con otros vegetales como la zanahoria y el tomate, el jugo de apio ayuda a calmar los nervios y es un buen remineralizante. La ensalada de apio con un poco de sal puede usarse eficazmente para combatir el exceso de acidez del tubo digestivo y aliviar la colitis. La ensalada de apio y aguacate se recomienda en caso de enfermedades del estómago e intestino.
Ayuda al cuerpo a deshacerse de impurezas a través de su función diurética (por su contenido en un aceite volátil, el apiol). Se caracteriza por ser carminativo, sedante, aperitivo, digestivo (que no implica digestibilidad fácil por su alto contenido en fibra), emenagogo, depurativo, regenerador sanguíneo y ligeramente laxante. Ayuda a la formación del esmalte dentario. Disminuye las enfermedades hepáticas, combate las infecciones, ayuda a la eliminación de cálculos renales, mejora la memoria y en uso externo suele comportarse como un cicatrizante. Hay personas que creen que ingerir esta planta ayuda a aumentar la libido.
En cuanto al efecto diurético del apio, son las semillas las que provocan una mayor diuresis, siendo el cocimiento de éstas, útil en caso de hipertensión arterial, afección cardíaca congestiva, ansiedad e insomnio. Así mismo, la infusión de las semillas de apio resulta beneficiosa para combatir el síndrome premenstrual que produce incomodidades poco antes de la menstruación debido a la acumulación de líquido en los tejidos.
Varios estudios han puesto en evidencia que las semillas de apio reducen el contenido de glucosa en la sangre, lo que puede ser útil como auxiliar en el tratamiento de la diabetes, siempre bajo supervisión médica, por supuesto.

### Precauciones
Los diuréticos pueden agotar el potasio y otras sales minerales almacenadas en el organismo, por lo que las personas que los usan deben comer alimentos con elevado contenido de potasio, como plátanos y verduras frescas, para reemplazar las sales minerales que se pierden por acción de los diuréticos. Cualquier diurético se debe usar en consulta con el médico.

### Contraindicaciones
Por su efecto emenagogo es recomendable evitar consumir apio en cualquiera de sus formas durante el embarazo.

## Aporte nutricional
Es común la creencia de que el apio resulta un vegetal difícil de digerir para el ser humano, además de ser considerado como un compuesto de calorías negativas, es decir, se quema más energía en procesar y digerir el apio que la energía que se obtiene de su digestión. Según diversas fuentes, este rumor no es realmente cierto, ya que las 6 calorías que se queman por ramillete de apio resulta poco significantes comparadas con las 13,6 Kcal que aportan 100 gramos de apio. De todas formas, el apio resulta muy positivo en la dieta humana debido a su alto contenido de fibra dietética, vitaminas y minerales, además de ser considerado un buen diurético debido al alto porcentaje de agua.

## Propiedades

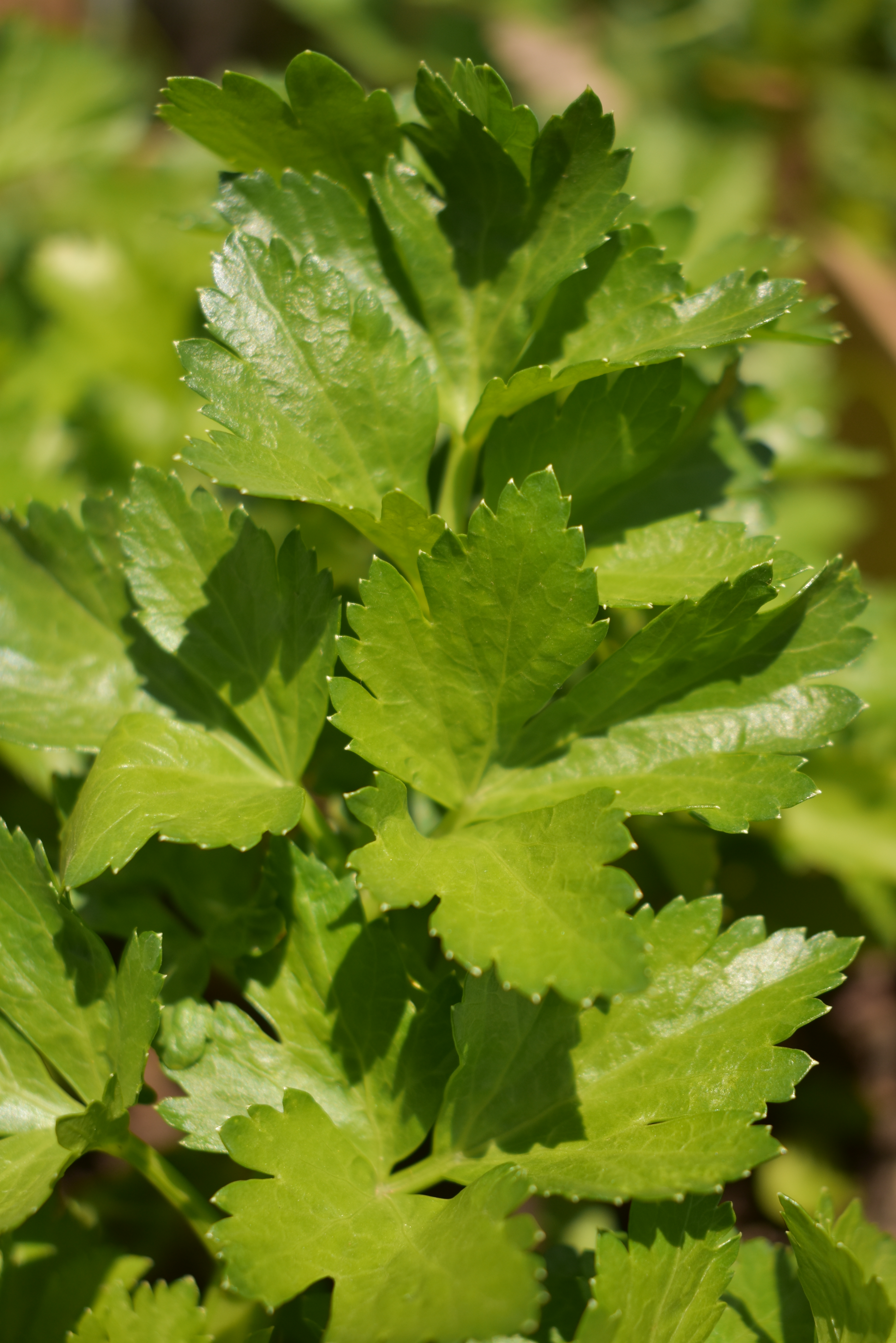
Hojas de Apio Mexicano.

La raíz napiforme contiene, además del aceite etéreo,
almidón,
azúcares,
colina,
tirosina,
glutamina,
asparragina y vitamina B-1 y B-2 que son necesarios para la función nerviosa y muscular. Por sus componentes, el jugo de apio restituye al cuerpo después de jornadas de ejercicio intenso o fiebres.

## Variedades enhorticultura
Hay un gran número de variedades de apio nabo, sobre todo en Europa. Entre ellos se encuentran Prinz, Bola de nieve, De Reuil, Diamant, Gigante de Praga, Gigante Gennevilliers, Gigante de Dinamarca, Ibis, Kojak, Liso grueso de París, Naxos y Rodeo

## Enfermedades
- Con la Septoria apiicola (aparecen manchas amarillas en las hojas que acaban muriendo). La esclerotinia (hongo) y el forma del cuello (hongo) afectan al apio nabo.

## Taxonomía
Apium graveolens fue descrita por Carlos Linneo y publicado en Species Plantarum 1: 264–265. 1753.
Etimología
Apium: nombre genérico que deriva de apium, un nombre latino antiguo para el apio o perejil.
graveolens: epíteto latino que significa "con fuerte olor".
Sinonimia
NOTA: Los nombres que presentan enlaces son sinónimos en otras especies: 
- Apium graveolens subsp. butronensis (D.Gómez & G.Monts.) Aizpuru[26][27][28]
- Apium graveolens var. butronensis D. Gómez & G. Monts. in Aseg. & al.
- Apium graveolens var. rapaceum (Mill.) Poir. in Lam.
- Apium rapaceum Mill.[29]
- Apium celleri Gaertn.
- Apium decumbens Eckl. & Zeyh.
- Apium integrilobum Hayata
- Apium lobatum Gilib.
- Apium lusitanicum Mill.
- Apium maritimum
- Apium palustre Thore
- Apium vulgare
- Carum graveolens (L.) Koso-Pol.
- Celeria graveolens (L.) Britton
- Helosciadium ruta DC.
- Helosciadium rutaceum St.-Lag.
- Selinum graveolens
- Seseli graveolens
- Sison ruta Burm.f.
- Sison trifidum Burm. ex DC.
- Sium apium Roth
- Sium graveolens Vest[30]

## Nombre común
- Castellano: apio, apio acuático,[26][27][28] apio bastardo, apio blanco, apio borde, apio bravo, apio bravío, apio común, apio acuático, apio de agua, apio de arroyo, apio de arroyos, apio de huerta (3), apio de laguna, apio de las lagunas, apio de los huertos, apio de monte, apio dulce, apio laguna, apio nabo, apio palustre, apio silvestre, celerio, habit, perejil de agua.[29]

En Venezuela se le suele llamar apio España o celery para evitar confusión con la arracacha, a la cual se le da el nombre de apio propiamente dicho.